# صنایع آبجوسازی منهاس
صنایع آبجوسازی منهاس در مونرو، ویسکانسین واقع شده و متعلق به برادر و خواهری به نام‌های راویندر و منجی مینهاوس است. ریشهٔ این خانوادهٔ کانادایی به مردمان دوگرا بر می‌گردد. آبجوسازی منهاس قدیمی‌ترین کارخانه آبجوسازی ایالت‌های غرب میانهٔ آمریکا و دومین کارخانهٔ قدیمی در ایالات متحده است که از بحران‌هایی همچون رکود بزرگ، قوانین مانع و آتش‌سوزی جان سالم به در برده‌است و در حال حاضر هجدهمین کارخانه آبجوسازی صنعتی در آمریکا است.
صنایع آبجوسازی منهاس در سال ۱۸۴۵ میلادی به عنوان شرکت آبجوسازی مونرو تحت مالکیت آقای بیسینجر افتتاح شد. از زمان افتتاح، ده بار مالکیت کارخانه آبجوسازی و ملک آن تغییر کرد تا زمانی که خواهر و برادر منهاس آن را در سال ۲۰۰۶ خریداری کردند قبل از خرید منهاس، کارخانه آبجوسازی به نام شرکت آبجوسازی جوزف هوبر شناخته می‌شد. پس از خرید کارخانه توسط این خانواده، آن‌ها نام خانوادگی خود یعنی منهاس را برای آن برگزیدند.